# Tyler Zeller
Pour les articles homonymes, voir Zeller.
Tyler Zeller, né le 17 janvier 1990 à Visalia, Californie (États-Unis), est un joueur américain de basket-ball évoluant au poste de pivot. Il mesure 2,11 m.
Ses frères Cody et Luke sont aussi joueurs professionnels de basket-ball.

## Biographie

### Carrière universitaire
Tyler Zeller grandit à Washington, Indiana et étudie au lycée Washington. Il choisit de poursuivre ses études dans la célèbre université de Caroline du Nord à Chapel Hill, réputée pour son programme de basket-ball. Bloqué par Tyler Hansbrough à l'intérieur, Tyler Zeller ne bénéficie pas de beaucoup de temps de jeu lors de sa première saison, mais il joue dans l'équipe qui remporte le tournoi NCAA 2009.
Il explose réellement lors de sa troisième saison (15,7 points et 7,2 rebonds de moyenne) au sein des Tar Heels, sa taille est un atout et il domine beaucoup de ses adversaires grâce à cela.
Sa quatrième et sans doute dernière saison est celle de la consécration, il réalise les meilleures statistiques de sa carrière universitaire.
En fin de saison, il remporte de multiples récompenses, il est nommé dans la 2012 NCAA Men's Basketball Consensus All-Americans, aux côtés des meilleurs joueurs universitaires, il est également élu joueur de l'année de la conférence ACC.
Il annonce qu'il se présente à la draft 2012 de la NBA avec ses coéquipiers Harrison Barnes, Kendall Marshall et John Henson.

### Carrière NBA

#### Cavaliers de Cleveland (2012-2014)
Il est choisi en 17e position par l'équipe des Mavericks de Dallas lors de la Draft 2012 de la NBA. Mais il est tout de suite échangé avec Kelenna Azubuike aux Cavaliers de Cleveland contre les 24e, 33e et 34e choix de cette même draft : Jared Cunningham, Bernard James et Jae Crowder.
Il signe un contrat avec les Cavaliers le 5 juillet.
Au cours de la pré-saison 2013-2014, Zeller doit se faire opérer et subir une appendicectomie d'urgence ce qui lui fait manquer le reste de la pré-saison. Toutefois, il est capable de revenir pour le match d'ouverture de la saison 2013-2014, le 30 octobre, contre les Nets de Brooklyn.
Le 22 mars 2014, Zeller bat son record de points en carrière avec 23 unités contre les Rockets de Houston.

#### Celtics de Boston (2014-2017)
Le 10 juillet 2014, Zeller est transféré aux Celtics de Boston dans un échange entre trois équipes incluent les Cavaliers de Cleveland et les Nets de Brooklyn.
Le 5 décembre 2014, il bat son record de points en carrière avec 24 unités à 10 sur 11 aux tirs auxquels il ajoute 14 rebonds, 2 passes décisives et 1 contre dans la victoire des siens 113 à 96 contre les Lakers de Los Angeles.
Zeller a commencé la saison 2015-2016 en tant que pivot titulaire des Celtics, mais a été relégué sur le banc après seulement trois matchs. Au cours des 25 premiers matchs de la saison, Zeller en a manqué 9. Le 16 décembre, il a marqué 12 points lors d’une défaite contre les Pistons de Détroit, en moins de dix minutes. Zeller a commencé à voir ses minutes augmentées au début du mois de février, enregistrant deux matchs à 16 points le 2 février contre les Knicks de New York, et le 5 février contre les Cavaliers de Cleveland. Le 7 février, il a de nouveau établi un record de saison, marquant 17 points dans une victoire 128-119 contre les Kings de Sacramento. Le 8 avril, il a égalé un record en carrière avec 26 points dans une victoire 124-109 contre les Bucks de Milwaukee.
Le 29 juin 2016, les Celtics ont proposé une offre qualificative pour faire de Zeller un agent libre restreint. Il a ensuite re-signé avec les Celtics le 27 juillet 2016. Le 2 juillet 2017, il a été libéré par les Celtics.

#### Nets de Brooklyn (2017-2018)
Le 12 septembre 2017, Zeller a signé un contrat sur plusieurs années avec les Nets de Brooklyn.

#### Bucks de Milwaukee (2018)
Le 5 février 2018, Zeller a été échangé aux Bucks de Milwaukee en échange de Rashad Vaughn et un futur choix de draft. Le 13 octobre 2018, il a été coupé par les Bucks.

#### Hawks d'Atlanta (2019)
Le 7 mars 2019, Zeller a signé un contrat de 10 jours avec les Hawks d'Atlanta. Il n’a pas été retenu par les Hawks à l’expiration du contrat de 10 jours.

#### Grizzlies de Memphis (2019)
Le 5 avril 2019, Zeller a signé avec les Grizzlies de Memphis pour le reste de la saison.

#### Nuggets de Denver (2019)
Le 28 septembre 2019, les Nuggets de Denver avaient annoncé que Zeller s’était joint au camp d’entraînement. Le 18 octobre 2019, les Nuggets ont renoncé à Zeller.

#### Spurs de San Antonio (2020)
Le 24 juin 2020, les Spurs de San Antonio signent Zeller pour compléter leur effectif pour finir la saison 2019-2020 après la suspension de la saison NBA. Il vient pallier l'absence sur blessure de LaMarcus Aldridge,.

## Clubs successifs
- 2008-2012 :  North Carolina Tar Heels (NCAA).
- 2012-2014 :  Cavaliers de Cleveland (NBA).
- 2014-2017 :  Celtics de Boston (NBA).
- 2017-2018 :  Nets de Brooklyn (NBA).
- 2018 :  Bucks de Milwaukee (NBA).
- 2019 :  Hawks d'Atlanta (NBA).
- 2019 :  Grizzlies de Memphis (NBA).
- 2020 :  Spurs de San Antonio (NBA).

## Palmarès

### En club
- 2009 : Champion NCAA.

### Distinctions personnelles
- 2008 : Indiana Mr. Basketball.
- 2011 : Second-team All-ACC.
- 2012 : Joueur de l'année de la conférence ACC.
- 2012 : Consensus second-team All-American.
- 2012 : ACC Player of the Year.
- 2012 : Academic All-American of the Year.
- 2012 : First-team All-ACC.
- 2013 : NBA All-Rookie Second Team.

## Statistiques

### Universitaires
| Saison    | Équipe         | Matchs | Titul. | Min./m | % Tir | % 3pts | % LF | Rbds/m. | Pass/m. | Int/m. | Ctr/m. | Pts/m. |
| --------- | -------------- | ------ | ------ | ------ | ----- | ------ | ---- | ------- | ------- | ------ | ------ | ------ |
| 2008-2009 | North Carolina | 15     | 2      | 7.8    | .472  | –      | .765 | 2.0     | .2      | .2     | .2     | 3.1    |
| 2009-2010 | North Carolina | 27     | 0      | 17.3   | .521  | .0     | .722 | 4.6     | .3      | .5     | .9     | 9.3    |
| 2010-2011 | North Carolina | 37     | 35     | 28.1   | .549  | –      | .759 | 7.2     | .6      | .7     | 1.2    | 15.8   |
| 2011-2012 | North Carolina | 38     | 38     | 28.2   | .553  | –      | .808 | 9.6     | .9      | .9     | 1.5    | 16.3   |
| Carrière  | Carrière       | 117    | 75     | 23.0   | .543  | .0     | .775 | 6.7     | .6      | .7     | 1.1    | 12.8   |

### Professionnelles

#### Saison régulière
| Saison    | Équipe      | Matchs | Titul. | Min./m | % Tir | % 3pts | % LF | Rbds/m. | Pass/m. | Int/m. | Ctr/m. | Pts/m. |
| --------- | ----------- | ------ | ------ | ------ | ----- | ------ | ---- | ------- | ------- | ------ | ------ | ------ |
| 2012-2013 | Cleveland   | 77     | 55     | 26,4   | 43,8  | 0,0    | 76,4 | 5,69    | 1;25    | 0,45   | 0,91   | 7,92   |
| 2013-2014 | Cleveland   | 70     | 9      | 15,0   | 53,8  | 0,0    | 71,9 | 4,03    | 0,51    | 0,26   | 0,54   | 5,70   |
| 2014-2015 | Boston      | 82     | 59     | 21,1   | 54,9  | 0,0    | 82,3 | 5,67    | 1,38    | 0,22   | 0,63   | 10,16  |
| 2015-2016 | Boston      | 60     | 3      | 11,8   | 47,6  | 0,0    | 81,5 | 2,97    | 0,48    | 0,17   | 0,37   | 6,07   |
| 2016-2017 | Boston      | 51     | 5      | 10,3   | 49,4  | 0,0    | 56,4 | 2,43    | 0,82    | 0,14   | 0,41   | 3,49   |
| 2017-2018 | Brooklyn    | 42     | 33     | 16,7   | 54,6  | 38,5   | 66,7 | 4,62    | 0,67    | 0,19   | 0,50   | 7,14   |
| 2017-2018 | Milwaukee   | 24     | 1      | 16.9   | 59,0  | 0,0    | 89,5 | 4,62    | 0,79    | 0,29   | 0,58   | 5,88   |
| 2018-2019 | Atlanta     | 2      | 0      | 5,3    | 0,0   | 0,0    | 0,0  | 3,00    | 0,50    | 0,00   | 0,00   | 0,00   |
| 2018-2019 | Memphis     | 4      | 1      | 20,6   | 57,1  | 0,0    | 77,8 | 4,50    | 0,75    | 0,25   | 0,75   | 11,50  |
| 2019-2020 | San Antonio | 2      | 0      | 1,9    | 25,0  | 0,0    | 0,0  | 2,00    | 0,00    | 0,00   | 0,00   | 1,00   |
| Carrière  | Carrière    | 414    | 166    | 17,5   | 50,8  | 28,6   | 76,4 | 4,40    | 0,89    | 0,25   | 0,58   | 6,94   |

#### Playoffs
| Saison   | Équipe    | Matchs | Titul. | Min./m | % Tir | % 3pts | % LF | Rbds/m. | Pass/m. | Int/m. | Ctr/m. | Pts/m. |
| -------- | --------- | ------ | ------ | ------ | ----- | ------ | ---- | ------- | ------- | ------ | ------ | ------ |
| 2015     | Boston    | 4      | 4      | 22,4   | 51,7  | 0,0    | 80,0 | 4,50    | 0,50    | 0,50   | 0,25   | 8,50   |
| 2016     | Boston    | 3      | 0      | 12,7   | 46,7  | 0,0    | 66,7 | 5,00    | 0,67    | 0,00   | 0,67   | 6,00   |
| 2017     | Boston    | 11     | 0      | 7,1    | 52,0  | 0,0    | 75,0 | 1,73    | 0,73    | 0,00   | 0,18   | 2,91   |
| 2018     | Milwaukee | 7      | 3      | 9,4    | 80,0  | 0,0    | 75,0 | 2,00    | 0,43    | 0,57   | 0,43   | 1,57   |
| Carrière | Carrière  | 25     | 7      | 10,9   | 52,7  | 0,0    | 73,9 | 2,64    | 0,60    | 0,24   | 0,32   | 3,80   |

## Records sur une rencontre en NBA
Les records personnels de Tyler Zeller en NBA sont les suivants, :
| Type de statistique        | Saison régulière | Saison régulière            | Saison régulière | Playoffs | Playoffs                 | Playoffs      |
| Type de statistique        | Record           | Adversaire                  | Date             | Record   | Adversaire               | Date          |
| -------------------------- | ---------------- | --------------------------- | ---------------- | -------- | ------------------------ | ------------- |
| Points                     | 26               | 2 fois                      | 2 fois           | 11       | @ Cavaliers de Cleveland | 21 avril 2015 |
| Paniers marqués            | 11               | 76ers de Philadelphie       | 16 mars 2015     | 5        | @ Cavaliers de Cleveland | 21 avril 2015 |
| Paniers tentés             | 17               | @ Pacers de l'Indiana       | 9 avril 2013     | 9        | Cavaliers de Cleveland   | 23 avril 2015 |
| Paniers à 3 points réussis | 1                | 10 fois                     | 10 fois          | -        | -                        | -             |
| Paniers à 3 points tentés  | 2                | 4 fois                      | 4 fois           | -        | -                        | -             |
| Lancers francs réussis     | 10               | @ Magic d'Orlando           | 23 décembre 2014 | 4        | @ Hawks d'Atlanta        | 26 avril 2016 |
| Lancers francs tentés      | 10               | 2 fois                      | 2 fois           | 6        | @ Hawks d'Atlanta        | 26 avril 2016 |
| Rebonds offensifs          | 7                | @ Knicks de New York        | 2 février 2016   | 2        | 4 fois                   | 4 fois        |
| Rebonds défensifs          | 13               | Lakers de Los Angeles       | 5 décembre 2014  | 6        | Cavaliers de Cleveland   | 23 avril 2015 |
| Rebonds totaux             | 15               | @ 76ers de Philadelphie     | 18 février 2014  | 6        | 2 fois                   | 2 fois        |
| Passes décisives           | 6                | 2 fois                      | 2 fois           | 3        | @ Cavaliers de Cleveland | 21 mai 2017   |
| Interceptions              | 3                | 2 fois                      | 2 fois           | 1        | 6 fois                   | 6 fois        |
| Contres                    | 4                | 2 fois                      | 2 fois           | 2        | Celtics de Boston        | 22 avril 2018 |
| Balles perdues             | 4                | 5 fois                      | 5 fois           | 2        | 3 fois                   | 3 fois        |
| Minutes jouées             | 40               | @ Trail Blazers de Portland | 16 janvier 2013  | 30       | @ Cavaliers de Cleveland | 21 avril 2015 |

- Double-double : 15
- Triple-double : 0

Dernière mise à jour : 16 novembre 2020